# The Root
The Root — интернет-издание, созданное Генри Луисом Гейтсом и Дональдом Эдвардом Грэмом. Открылось 28 января 2008 года. Изначально принадлежало The Slate Group, дочерней компании Graham Holdings.
В 2015 году Graham Holdings продала The Root компании Univision Communications. Впоследствии издание вошло в группу с другими сайтами Gizmodo Media Group.
Даниэль Белтон была главным редактором The Root с 2017 по 2021 год. Позже она стала редактором HuffPost. 14 апреля 2021 года было объявлено, что Ванесса Де Лука назначена главным редактором The Root.
В течение апреля 2021 года 15 из 16 штатных сотрудников ушли в отставку из-за внутренней атмосферы в издании. Один из них, Майкл Хэрриот, описал ситуацию так: «Как сотрудники, мы пришли к выводу, что, по сути, для The Root настал конец».